# Pocona (plaats)
Pocona (Quechua: Puquna llaqta) is een plaats in het departement Cochabamba, Bolivia. Het is de hoofdplaats van de gelijknamige gemeente, gelegen in de Carrasco provincie. 
In de gemeente Pocona spreekt 99,1 procent van de bevolking Quechua.

## Bevolking
| Jaar | Populatie |
| ---- | --------- |
| 1992 | 259       |
| 2001 | 244       |
| 2012 | 440       |